# José Díaz Morales
José Díaz Morales (Toledo, 31 luglio 1908 – Toledo, 1976) è stato un regista e sceneggiatore spagnolo.

## Biografia
Nella sua carriera ha diretto e scritto oltre 50 lungometraggi. Emigrò in Messico in seguito allo scoppio della guerra civile spagnola.

## Filmografia parziale

### Regista e sceneggiatore
- Jesus de Nazareth (1942)
- Adulterio (1945)
- Los amores de un torero (1945)
- Pecadora (1948)
- Il cavaliere della croce (El capitán de Loyola) (1949)
- La malcasada (1950)
- La revoltosa (1963)
- Adorables mujercitas (1974)

### Sceneggiatore
- La faccia violenta di New York (One Way), regia di Jorge Darnell (1973)